# عایشه نوری
عایشه نوری (انگلیسی: Ayesha Norrie؛ زادهٔ ۲۹ مارس ۱۹۹۷) بازیکن فوتبال اهل استرالیا است.
از باشگاه‌هایی که در آن بازی کرده‌است می‌توان به بریزبن رور اشاره کرد.
وی همچنین در تیم‌های ملی فوتبال Australia women's national under-17 soccer team و Australia women's national under-20 soccer team بازی کرده‌است.